# Gun Blaze West
Gun Blaze West (jap. ガン ブレイズ ウエスト) ist eine Manga-Serie des japanischen Zeichners Nobuhiro Watsuki, die dem Shōnen-Genre angehört. Sie erschien 2001, umfasst über 550 Seiten und wurde in mehrere Sprachen übersetzt.

## Handlung
Die Geschichte spielt im Wilden Westen. Der zehnjährige Viu Bannes träumt davon, ein Gunman zu werden. Als er eines Tages dem heruntergekommenen Revolverhelden Marcus Homer begegnet, erzählt dieser ihm von Gun Blaze West, einem Mekka aller Gunmen, in dem nur die Stärksten überleben, und dessen genaue Lage unbekannt ist. Viu fasst den Entschluss, Gun Blaze West zu finden und so seine Stärke zu beweisen. Nach vier Jahren hartem Training macht er sich auf die Reise.
Viu trifft bald auf den sechzehnjährigen Will Johnston, der ebenfalls davon träumt, Gun Blaze West zu entdecken, und der sich ihm anschließt. Später trifft zu der kleinen Gruppe noch die neunzehnjährige Japanerin Colice Sato, die die beiden bei einem Wanderzirkus treffen. Zusammen erfahren Viu, Will und Colice bald mehr über Gun Blaze West, und treffen auf weitere Leute, die ebenfalls auf der Suche nach diesem Ort sind, darunter auch einige überaus gefährliche Outlaws.

## Veröffentlichungen
Der Manga erschien von Juni bis November 2001 im japanischen Manga-Magazin Shūkan Shōnen Jump und wurde nach nur 28 Kapiteln eingestellt, wodurch die Serie ein offenes Ende hat. Diese 28 Kapiteln wurden vom Verlag Shūeisha anschließend in drei Sammelbänden veröffentlicht.
Die Serie erschien 2003 in deutscher Übersetzung bei Egmont Manga und Anime. 2008 folgte eine Veröffentlichung in den USA durch Viz Media. Außerdem brachte Tong Li Publishing eine chinesische Übersetzung heraus.